# Modra Stena
Modra Stena (en serbe cyrillique : Модра Стена) est un village de Serbie situé dans la municipalité de Babušnica, district de Pirot. Au recensement de 2011, il comptait 181 habitants.
Modra Stena est située sur les bords de la Lužnica, un affluent de la Vlasina.

## Démographie
| 1948 | 1953 | 1961 | 1971 | 1981 | 1991 | 2002 | 2011 |
| ---- | ---- | ---- | ---- | ---- | ---- | ---- | ---- |
| 825  | 809  | 746  | 577  | 441  | 356  | 257  | 181  |

|  |